# Joodse gemeenschap in Antwerpen

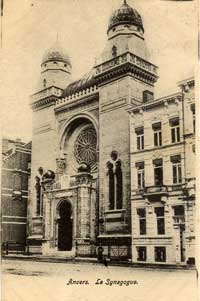
Afbeelding van de Hollandse Synagoge in Antwerpen (ansichtkaart uit 1893)

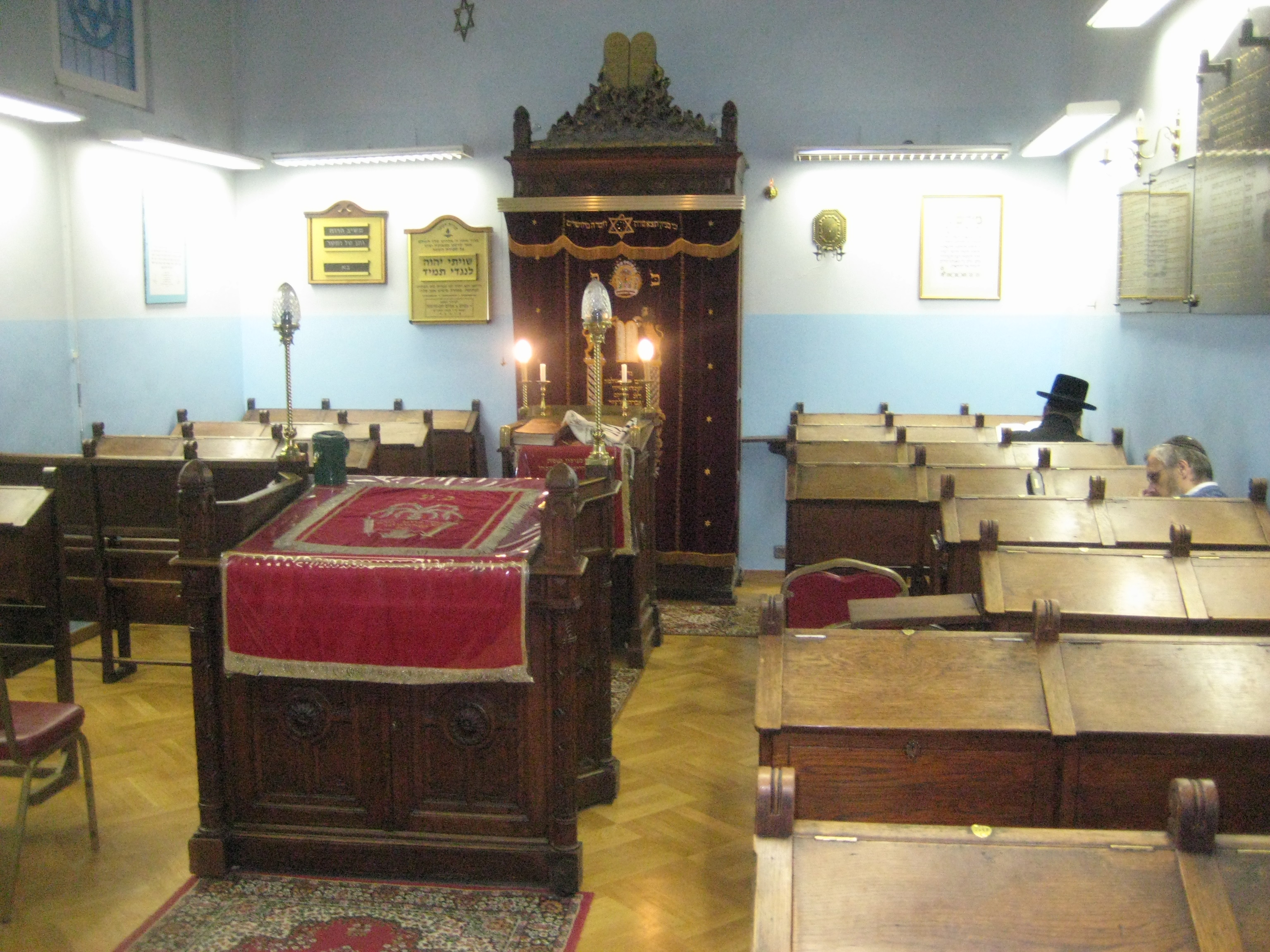
Interieur van de Eisenmansynagoge

De Joodse gemeenschap in Antwerpen telt circa 20.000  personen. De Antwerpse Joden wonen vooral in de wijk naast de diamantwijk, op enkele minuten loopafstand van het centraal station. Deze wijk noemt men ook wel Joods Antwerpen. Het is na New York, Londen en Jeruzalem een van de grootste gemeenschappen van charedische (orthodoxe) joden ter wereld. Ook in Klein-Antwerpen en Haringrode, twee wijken aan de Antwerpse Lange Leemstraat, wonen veel Joden.
Er zijn twee orthodox-joodse gemeenten in Antwerpen: Machzikei HaDas en Shomrei HaDas.
Chassidische joden vormen het merendeel van de charedische joden. Chassidische bewegingen die in Antwerpen zijn vertegenwoordigd, zijn onder meer:
- Alexander
- Berditchev
- Belz
- Bobov
- Chortkov
- De'esh
- Gur
- Lubavitch
- Pshevorsk
- Premishlan
- Satmar
- Shotz
- Skver
- Spinka
- Tzanz (Tzanz-Zmigrod, Tzanz-Klausenburg)
- Vizhnitz (Vizhnitz Bnei Brak, Vizhnitz New York)
- Sanz-Zhmiegrod

Er is ook een kleine gemeenschap van niet-chassidische Litvaks ofwel mitnagdiem. Verder zijn er modern-orthodoxe synagoges en organisaties, van Georgische Joden, een Sefardische synagoge, joodse organisaties en vele jongerenverenigingen.
In de joodse wijk bevinden zich tientallen kleine joodse scholen; iedere beweging heeft haar eigen scholen. Er zijn enkele grotere meisjesscholen (Beis Yaakovscholen), aangezien meisjes over het algemeen naar een niet specifiek aan hun chassidische stroming gebonden school gaan.
De beweging Pshevorsk is de grootste beweging die Antwerpen als thuisbasis heeft. De Pshevorsker Rebbe, Rabbijn Leibish Leiser, woont in Antwerpen. Pshevorsker chassidim wonen voornamelijk in Antwerpen, Londen en Manchester; op feestdagen komen zij massaal naar Antwerpen toe. Andere Rebbes in Antwerpen zijn de Antwerpse Shotzer Rebbe, de Antwerpse Sanz-Zmieghroder Rebbe, de Antwerpse De'esher Rebbe, de Antwerpse Spinka Rebbe en de Antwerpse Premishlaner Rebbe.
Daarnaast zijn er meerdere kollelim, waar getrouwde jongemannen na het huwelijk verder leren. In het district Wilrijk is de beroemde charedische jesjiva Eitz Chaim gelegen, waar een honderdtal jongemannen uit de hele wereld de Talmoed en andere joodse teksten bestudeert. De meeste in Antwerpen geboren joden spreken goed Nederlands; het is hun moedertaal.
Sommige leden van de joodse gemeenschap van Antwerpen waren ooit erg rijk. Joden speelden een belangrijke rol in de diamanthandel. Tegenwoordig is de diamanthandel echter voornamelijk in handen van Indiase zakenlieden en is een groot deel van de joodse gemeenschap er niet meer actief in. Veel rijke  joden zijn naar de buitenwijken van Antwerpen verhuisd.
Net als in vele andere steden met grote Joodse wijken heeft Antwerpen een eroev. Dit is een gebied omgeven door water, stadsmuren of bij gebrek hieraan door een draad die op boomhoogte (ongeveer 6 m) rond dit gebied gespannen wordt. Vrome joden mogen op de Sabbat buitenshuis slechts beperkt bewegen, daarom creëert de afspanning een soort van fictief huis waarbinnen de Joodse gemeenschap zich tóch vrij mag verplaatsen. De Antwerpse eroev is uniek omdat het de enige is die een hele stad omspant; in bijvoorbeeld Parijs of New York is dat beperkt tot een wijk of slechts enkele straten. De grens van de Antwerpse eroev kan gevonden worden langs het groene traject, onder meer langs de ringspoorlijn (spoorlijn 27A tussen het Albertkanaal en het station Antwerpen-Berchem, en spoorlijn 59 tussen het voornoemde station en de Schelde) naast en tussen de Singel en de Ring.